# Stictomantis
Stictomantis (лат.) — род насекомых из семейства настоящих богомолов (Mantidae). Типовой вид Stictomantis cinctipes Werner, 1916 известен из Юго-Восточной Азии. От близких родов отличается следующими признаками: метазона примерно в два раза длиннее прозоны, резко сужается после супракоксального расширения; дистальный отросток L4A простой, очень длинный и тонкий, изогнут назад и достигает основания члеников; тело беловато-зелёное, испещрённое контрастными более тёмными пятнами, переднеспинка с тремя поперечными черноватыми полосами. Ннижняя часть лба шире высоты. Переднеспинка без значительного латерального расширения. Переднее бедро с 4 задневентральными шипами.